# Saint-Sauveur-d'Émalleville
Saint-Sauveur-d'Émalleville is een gemeente in het Franse departement Seine-Maritime (regio Normandië) en telt 968 inwoners (1999). De plaats maakt deel uit van het arrondissement Le Havre.

## Geografie
De oppervlakte van Saint-Sauveur-d'Émalleville bedraagt 7,5 km², de bevolkingsdichtheid is 129,1 inwoners per km².
De onderstaande kaart toont de ligging van Saint-Sauveur-d'Émalleville met de belangrijkste infrastructuur en aangrenzende gemeenten.

## Demografie
Onderstaande figuur toont het verloop van het inwonertal (bron: INSEE-tellingen).